# Doctor Wooreddy’s Prescription for Enduring the Ending of the World
Doctor Wooreddy’s Prescription for Enduring the Ending of the World ist ein 1983 erschienener Roman des australischen Schriftstellers Mudrooroo, in dem die Kolonialisierung Tasmaniens aus Sicht des Aborigines Wooreddy betrachtet wird. Er wird Zeuge der Erniedrigung und systematischen Ausrottung der tasmanischen Ureinwohner.

## Inhalt
Geboren und aufgewachsen auf der südöstlich von Tasmanien gelegenen Insel Bruny Island, hat Wooreddy als Kind eine Vision, die ihn für den Rest seines Lebens prägt. Er erfährt, dass das Ende der Welt nahe ist, und beschließt, um jeden Preis bis zu diesem Zeitpunkt zu überleben. 
Als Erwachsener verbündet er sich daher mit dem Missionar und späteren „Chief Protector of the Aborigines“, George Augustus Robinson, und begleitet ihn auf dessen Expeditionen durch den tasmanischen Busch. Während dieser Streifzüge stellt Wooreddy für Robinson den Kontakt zu mehreren Aborigine-Stämmen her. 
Durch weitgehende Anpassung an die Kolonisatoren schaffen er und seine Frau Trugernanna (auch Truganini genannt) es, bis zum Ende durchzuhalten. Der Weltuntergang bringt den Aborigines das Ende jeglichen Lebens, wie sie es kennen: den Tod ihrer Stämme und fast aller Ureinwohner Tasmaniens.

## Kurzinterpretation
In Doctor Wooreddy’s Prescription for Enduring the Ending of the World ist entgegen der Darstellung in den abendländischen Chroniken der Europäer der Unwissende, Unzivilisierte, Unmenschliche. Die Invasoren sind unfähig, wie am Beispiel Robinsons deutlich wird, den Wert der Kultur, die sie examinieren, zu erkennen. Die soziale Struktur der indigenen Lebensgemeinschaften verkennen sie ebenso wie die Komplexität ihrer Sprachen. 
Wooreddys Perspektive der Geschehnisse wird bis auf wenige Textstellen vom Autor Vorrang eingeräumt. Im Gegensatz zu geltungssüchtigen Romantikern wie Robinson beobachtet er nach wissenschaftlicher Manier – daher sein Spitzname „the good doctor“. Vereint mit seinem mythischen Wissen um die Zusammenhänge der Welt, das die Älteren an ihn weitergegeben haben, zieht er daraus Rückschlüsse auf die Ursachen der Vorgänge um ihn herum und seine mögliche Reaktion darauf.
Dennoch vermeidet Mudrooroo es, eine ethnozentristische Sichtweise der Geschichtsschreibung durch eine andere zu ersetzen. Vielmehr offenbart er am Ende des Romans die Voreingenommenheit auch dieser Darstellung der Geschehnisse, indem er die Basis, auf der Wooreddy Beurteilungen fußen, zusammenbrechen lässt. Mudrooroo greift verstorbene indigene Persönlichkeiten und einzelne Begebenheiten aus der Geschichte Tasmaniens auf, um daraus ein eigenes, ebenso fiktionales Konstrukt zu schaffen. 